# Marcus Schladebach
Marcus Schladebach (* 1972) ist ein deutscher Rechtswissenschaftler.

## Leben
Er studierte Rechtswissenschaft. Nach der Promotion 2000 zum Dr. iur. an der Humboldt-Universität zu Berlin, dem Referendariat in Berlin und San Antonio und dem LL.M. 2002 in European Integration Law an der TU Dresden war er Referent für Öffentliches Recht, Europa- und Völkerrecht am Landesjustizministerium (Potsdam) und am Bundesministerium der Justiz und für Verbraucherschutz. Er war Lehrbeauftragter an den Universitäten Berlin und Augsburg. Er war nebenamtliches Mitglied des Gemeinsamen Justizprüfungsamtes Berlin-Brandenburg. Nach der Habilitation 2013 an der Universität Augsburg wurde er zum Privatdozenten ernannt. Er vertrat Lehrstühle an den Universitäten Kiel, Göttingen, Düsseldorf, Hagen und Potsdam. Von 2017 bis 2021 war er Inhaber des Lehrstuhls für Öffentliches Recht, Medienrecht und Didaktik der Rechtswissenschaft an der Universität Potsdam und ist dort seit 2021 Leiter der Forschungsstelle für Öffentliches Recht, Medienrecht und Luft- und Weltraumrecht.

## Schriften (Auswahl)
- Der Einfluss des europäischen Umweltrechts auf die kommunale Bauleitplanung. Berlin 2000, ISBN 3-428-10214-2.
- als Herausgeber mit Ilse M. Pogatschnigg: Ein Jahr nach der EU-Erweiterung 2004. Eine rechtspolitische Zwischenbilanz. Frankfurt am Main 2005, ISBN 3-631-54012-4.
- Lufthoheit. Kontinuität und Wandel. Tübingen 2014, ISBN 3-16-153442-5.
- Luftrecht. Tübingen 2018, ISBN 3-16-155867-7.